# Saikla
Koordinaten: 58° 32′ N, 23° 1′ O
Saikla ist ein Dorf (estnisch küla) auf der größten estnischen Insel Saaremaa. Es gehört zur Landgemeinde Saaremaa (bis 2017: Landgemeinde Orissaare) im Kreis Saare.

## Einwohnerschaft und Geschichte
Das Dorf hat 38 Einwohner (Stand 31. Dezember 2011).
Es wurde erstmals im Jahr 1495 urkundlich erwähnt.